# Pingback
Een  pingback is een manier van teruglinken (linkback). Pingback wordt gebruikt door schrijvers op het web die geattendeerd willen worden wanneer iemand linkt naar hun document.  Sommige vormen van software zoals Movable Type en  WordPress hebben een automatische pingback waardoor alle links in een gepubliceerd artikel worden gepingd.  Drupal en Joomla hebben ook zo'n pingbackmogelijkheid door middel van een addon.

## Techniek
In feite is een  pingback een XML-RPC request (niet te verwarren met een ICMP ping) die van de website van bijvoorbeeld Arie naar de website van bijvoorbeeld Brigitte wordt gezonden. De website van Arie is de site van het artikel waarin een link (door middel van een hyperlink) voorkomt naar een artikel op de website van Brigitte. Als de website van Brigitte deze boodschap ontvangt gaat de website van Brigitte  naar de website van Arie om te zien of er echt een link is. Als die link wordt aangetroffen is de pingback succesvol. Daardoor is pingback minder gevoelig voor spam dan trackback.

## Varianten
De software van Blogger gebruikt linkbacks. Backlinks kunnen gebruikt worden voor WordPress.

## Link
- Officiële website